# Grandala coelicolor
Grandala ou tordo-grandala (Grandala coelicolor) é uma espécie de ave da família Muscicapidae. É a única espécie do género Grandala.
Pode ser encontrada nos seguintes países: Butão, China, Índia, Myanmar e Nepal.